# هورا، تاسمانیا
هورا (به انگلیسی: Howrah) یک حومه شهر در استرالیا است که در City of Clarence واقع شده‌است.